# Världsmästerskapet i schack 1984
Världsmästerskapet i schack 1984 var en titelmatch mellan den regerande världsmästaren Anatolij Karpov och utmanaren Garri Kasparov. Den spelades i Moskva och påbörjades den 10 september 1984. Den 15 februari 1985, efter 5 månaders spel och 48 partier, avbröts matchen utan att någon vinnare korats. Karpov behöll därmed sin titel. Matchen startades om med nya förutsättningar senare under 1985.
Matchen spelades som först till sex vunna partier. När matchen avbröts ledde Karpov med 5 vinster mot 3 men han var i dåligt fysiskt skick och Kasparov hade vunnit de två sista partierna. Enligt uppgift hade Karpov magrat 10 kilo och hade svåra sömnproblem.
Beslutet att avbryta fattades av FIDE:s president Florencio Campomanes av omtanke om spelarnas hälsa. Både Karpov och Kasparov var missnöjda med beslutet.

## Matchens förlopp
Karpov började starkt och efter bara nio partier ledde han med 4–0 i vad som såg ut att bli en kort match. Kasparov började då spela mer försiktigt och det följde en lång rad remipartier. I det 27:e partiet tog Karpov sin femte vinst men Kasparov reducerade i det 32:a. Efter att Karpov missat en vinst i det 41:a partiet blev hans spel sämre och Kasparov vann de 47:e och 48:e partierna innan matchen bröts.

## Kvalificering till titelmatchen
Kvalificeringen till titelmatchen skedde i flera steg, från zonturneringar till tre interzonturneringar till kandidatmatcher.

### Interzonturneringarna
Det spelades tre interzonturneringar med 14 deltagare i varje under 1982. De två bästa från varje turnering gick vidare till kandidatmatcherna.
Från den första turneringen, som spelades i Las Palmas, kvalificerade sig Zoltán Ribli och Vasilij Smyslov. Lars Karlsson slutade på elfte plats.
Från den andra turneringen, som spelades i Toluca, kvalificerade sig Lajos Portisch och Eugenio Torre.
Från den tredje turneringen, som spelades i Moskva, kvalificerade sig Garri Kasparov och Alexander Beljavskij. Här kom Ulf Andersson på fjärde plats.
Utöver dessa sex var Viktor Kortjnoj och Robert Hübner direktkvalificerade till kandidatmatcherna som finalister i kandidatturneringen 1981.

### Kandidatmatcherna
Kandidatmatcherna spelades under 1983 och 1984.
Kvartsfinalerna spelades som bäst av 10 partier. Matchen Hübner–Smyslov slutade oavgjort, och efter fyra särskiljningspartier avgjordes matchen till Smyslovs fördel med lottdragning (med hjälp av en roulette).
Semifinalerna spelades i London i november–december 1983, som bäst av 12 partier.
I utmanarfinalen, som spelades över 16 partier i mars–april 1984 i Vilnius, besegrade den 21-årige Kasparov den 63-årige exvärldsmästaren Smyslov. 
Kasparov kvalificerade sig därmed för titelmatchen.
|  | Kvartsfinaler        | Kvartsfinaler   |    |                | Semifinaler | Semifinaler |  |                | Final | Final |  |  |  |  |
|  |                      |                 |    |                |             |             |  |                |       |       |  |  |  |  |
|  | Garri Kasparov       | 6               |    |                |             |             |  |                |       |       |  |  |  |  |
|  | Alexander Beljavskij | 3               |    |                |             |             |  |                |       |       |  |  |  |  |
|  | Alexander Beljavskij | 3               |    | Garri Kasparov | 7           |             |  |                |       |       |  |  |  |  |
|  |                      |                 |    | Garri Kasparov | 7           |             |  |                |       |       |  |  |  |  |
|  |                      | Viktor Kortjnoj | 4  |                |             |             |  |                |       |       |  |  |  |  |
|  | Lajos Portisch       | Viktor Kortjnoj | 4  | 3              |             |             |  |                |       |       |  |  |  |  |
|  | Lajos Portisch       |                 |    | 3              |             |             |  |                |       |       |  |  |  |  |
|  | Viktor Kortjnoj      | 6               |    |                |             |             |  |                |       |       |  |  |  |  |
|  | Viktor Kortjnoj      | 6               |    |                |             |             |  | Garri Kasparov | 8½    |       |  |  |  |  |
|  |                      |                 |    |                |             |             |  | Garri Kasparov | 8½    |       |  |  |  |  |
|  |                      | Vasilij Smyslov | 4½ |                |             |             |  |                |       |       |  |  |  |  |
|  | Zoltán Ribli         | Vasilij Smyslov | 4½ | 6              |             |             |  |                |       |       |  |  |  |  |
|  | Zoltán Ribli         |                 |    | 6              |             |             |  |                |       |       |  |  |  |  |
|  | Eugenio Torre        | 4               |    |                |             |             |  |                |       |       |  |  |  |  |
|  | Eugenio Torre        | 4               |    | Zoltán Ribli   | 4½          |             |  |                |       |       |  |  |  |  |
|  |                      |                 |    | Zoltán Ribli   | 4½          |             |  |                |       |       |  |  |  |  |
|  |                      | Vasilij Smyslov | 6½ |                |             |             |  |                |       |       |  |  |  |  |
|  | Robert Hübner        | Vasilij Smyslov | 6½ | 5 (2)          |             |             |  |                |       |       |  |  |  |  |
|  | Robert Hübner        |                 |    | 5 (2)          |             |             |  |                |       |       |  |  |  |  |
|  | Vasilij Smyslov      | 5 (2)           |    |                |             |             |  |                |       |       |  |  |  |  |

## Resultat
| Namn            | Rating | 1  | 2  | 3  | 4  | 5  | 6  | 7  | 8  | 9  | 10 | 11 | 12 | 13 | 14 | 15 | 16 | 17 | 18 | 19 | 20 | 21 | 22 | 23 | 24 |         |
| --------------- | ------ | -- | -- | -- | -- | -- | -- | -- | -- | -- | -- | -- | -- | -- | -- | -- | -- | -- | -- | -- | -- | -- | -- | -- | -- | ------- |
| Anatolij Karpov | 2705   | ½  | ½  | 1  | ½  | ½  | 1  | 1  | ½  | 1  | ½  | ½  | ½  | ½  | ½  | ½  | ½  | ½  | ½  | ½  | ½  | ½  | ½  | ½  | ½  |         |
| Garri Kasparov  | 2715   | ½  | ½  | 0  | ½  | ½  | 0  | 0  | ½  | 0  | ½  | ½  | ½  | ½  | ½  | ½  | ½  | ½  | ½  | ½  | ½  | ½  | ½  | ½  | ½  |         |
| Namn            | Rating | 25 | 26 | 27 | 28 | 29 | 30 | 31 | 32 | 33 | 34 | 35 | 36 | 37 | 38 | 39 | 40 | 41 | 42 | 43 | 44 | 45 | 46 | 47 | 48 | Vinster |
| Anatolij Karpov | 2705   | ½  | ½  | 1  | ½  | ½  | ½  | ½  | 0  | ½  | ½  | ½  | ½  | ½  | ½  | ½  | ½  | ½  | ½  | ½  | ½  | ½  | ½  | 0  | 0  | 5       |
| Garri Kasparov  | 2715   | ½  | ½  | 0  | ½  | ½  | ½  | ½  | 1  | ½  | ½  | ½  | ½  | ½  | ½  | ½  | ½  | ½  | ½  | ½  | ½  | ½  | ½  | 1  | 1  | 3       |